# Чжуси
Чжуси́ (кит. упр. 竹溪, пиньинь Zhúxī) — уезд городского округа Шиянь провинции Хубэй (КНР).

## История
Уезд был выделен В 1476 году из уезда Чжушань.
В 1949 году был образован Специальный район Лянъюнь (两郧专区) провинции Шэньси, и уезд вошёл в его состав. В 1950 году Специальный район Лянъюнь был передан из провинции Шэньси в провинцию Хубэй, где получил название Специальный район Юньян (郧阳专区). В 1952 году Специальный район Юньян был присоединён к Специальному району Сянъян (襄阳专区).
В 1965 году Специальный район Юньян был воссоздан. В 1970 году Специальный район Юньян был переименован в Округ Юньян (郧阳地区).
В 1994 году решением Госсовета КНР город Шиянь и округ Юньян были объединены в городской округ Шиянь.

## Административное деление
Уезд делится на 10 посёлков и 5 волостей.